# Masayuki Suo

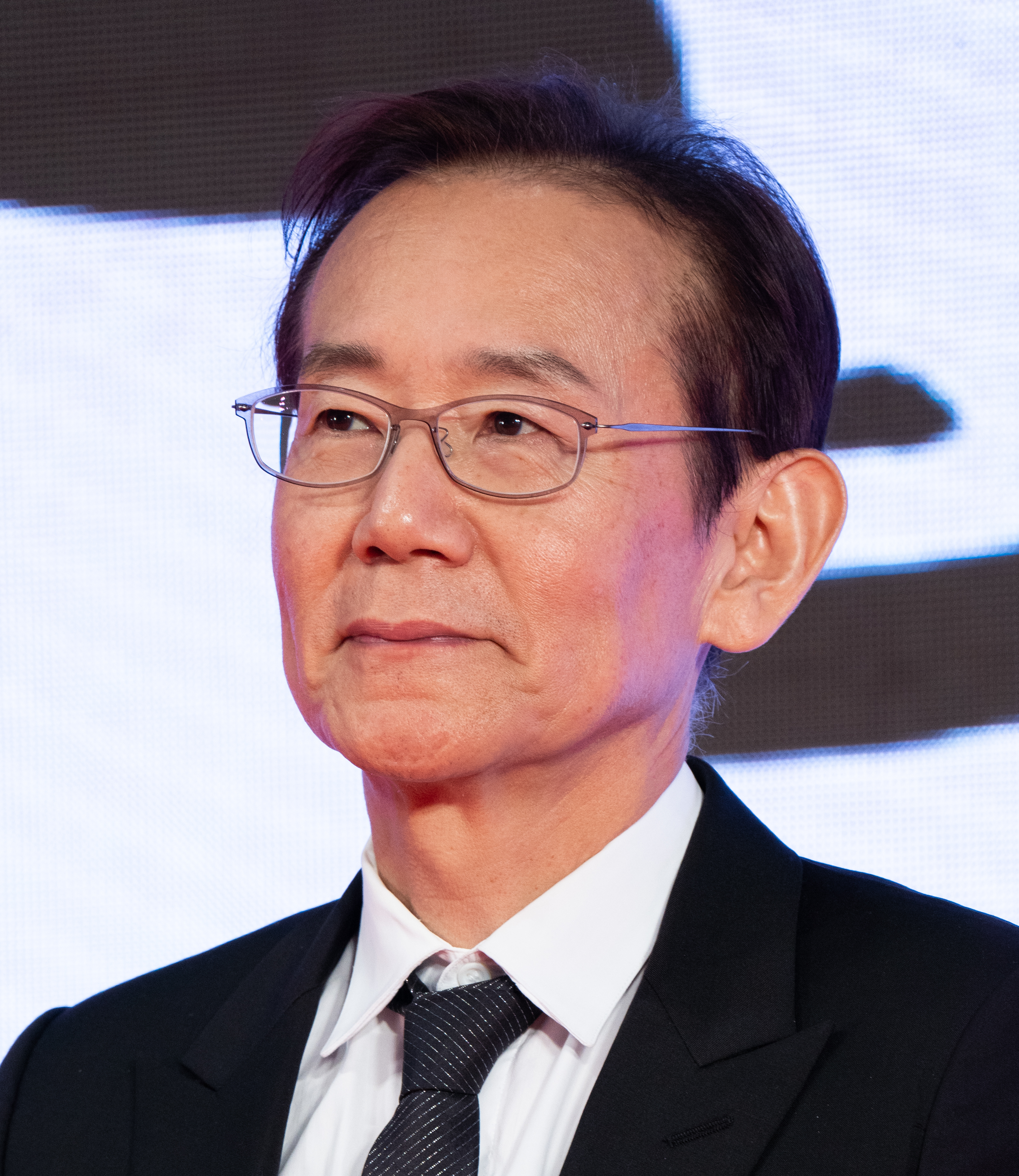
Masayuki Suo

Masayuki Suo (jap. 周防正行 Suo Masayuki; * 29. Oktober 1956 in Tokio, Japan) ist ein japanischer Filmregisseur und Drehbuchautor.

## Biografie
Masayuki Suo studierte Französische Literatur an der Rikkyō-Universität. Zu dieser Zeit begann er, Texte des Schriftstellers und Filmkritikers Shigehiko Hazumi zu lesen, der einen großen Einfluss auf ihn ausübte.
Nach Abschluss des Studiums wandte er sich dem Film zu. Seine erste Regiearbeit, die 1983 erschienene Erotikkomödie Hentai kazoku: Aniki no yomesan, handelt von den sexuellen Eskapaden einer Familie, als der älteste Sohn heiratet und seine Frau in das Haus einzieht. Bis 1988 arbeitete er bei kleineren Produktionen, die nicht im Kino gezeigt, sondern direkt auf VHS veröffentlicht wurden, mit. 1989 war er für den Film Fancy Dance zuständig. Dieser basiert auf dem gleichnamigen Manga von Reiko Okano und erzählt von einem Studenten, der in einer Punkrockband mitspielt und ein Jahr in einem Zen-Tempel verbringen muss.
Ein erster Erfolg gelang dem Regisseur 1992 mit Lust auf Sumo. Der Film über einen Sumo ausübenden Studenten wurde vielfach ausgezeichnet. Masayuki Suo gewann bei den Japanese Academy Awards in den Kategorien Beste Regie und Bestes Drehbuch, der Film selbst unter anderem in der Kategorie Bester Film.
Nachdem er sich mit Lust auf Sumo als Regisseur etabliert hatte, war 1996 der Tanzfilm Shall we dance? sein Durchbruch. Der Film war sowohl bei Filmpreisen, an den Kinokassen als auch bei Kritikern sehr erfolgreich. 2004 entstand in den USA unter dem Titel Darf ich bitten? mit Jennifer Lopez und Richard Gere in den Hauptrollen ein Remake. Nach Shall we dance? und einer Rolle als Darsteller in Naoto Takenakas Film Tokyo Biyori legte Masayuki Suo eine Schaffenspause ein und ging in die USA.
2007 erschien der Film Soredemo boku wa yattenai, der von einem Salaryman handelt, der verhaftet und beschuldigt wird, eine Frau im Zug belästigt zu haben. Ryo Kase, Asaka Seto und Kōji Yakusho spielen bei Suos erstem Film nach elf Jahren die Hauptrollen. Der Film, dessen englischsprachiger Verleihtitel I Just Didn't Do It lautet, wurde als offizieller japanischer Beitrag für die Nominierung um den besten fremdsprachigen Film bei der Oscar-Verleihung 2008 ausgewählt.
Masayuki Suo ist mit der Tänzerin Tamiyo Kusakari verheiratet, die in Shall we dance? die Tanzlehrerin Mai spielte.
Suos Filme geben einen aufschlussreichen Einblick in Teile der japanischen Kultur, wie z. B. das Leben in einem buddhistischen Tempel in Fancy Dance, das japanische Universitätswesen und die Bedeutung von Hochschulsport in Lust auf Sumo, die Rolle des westlichen Gesellschaftstanzes in Shall we dance? sowie das japanische Rechtswesen in I Just Didn't Do It.

## Filmografie
- 1983: Hentai kazoku: Aniki no yomesan (変態家族兄貴の嫁さん)
- 1987: Die Steuerfahnderin (Marusa no onna / マルサの女をマルサする)
- 1988: Die Steuerfahnderin schlägt wieder zu (Marusa no onna 2 /マルサの女をマルサする2)
- 1989: Fancy Dance (ファンシイダンス fanshī dansu)
- 1992: Lust auf Sumo (シコふんじゃった。 shiko funjatta.)
- 1993: Ijō no hitobito: Densetsuno nijino sankyōdai (異常の人々: 伝説の虹の三兄弟)
- 1996: Shall we dance? (Shall We ダンス? Shall We dansu?)
- 2007: Soredemo boku wa yattenai (それでもボクはやってない)